# Nakajima Kikka

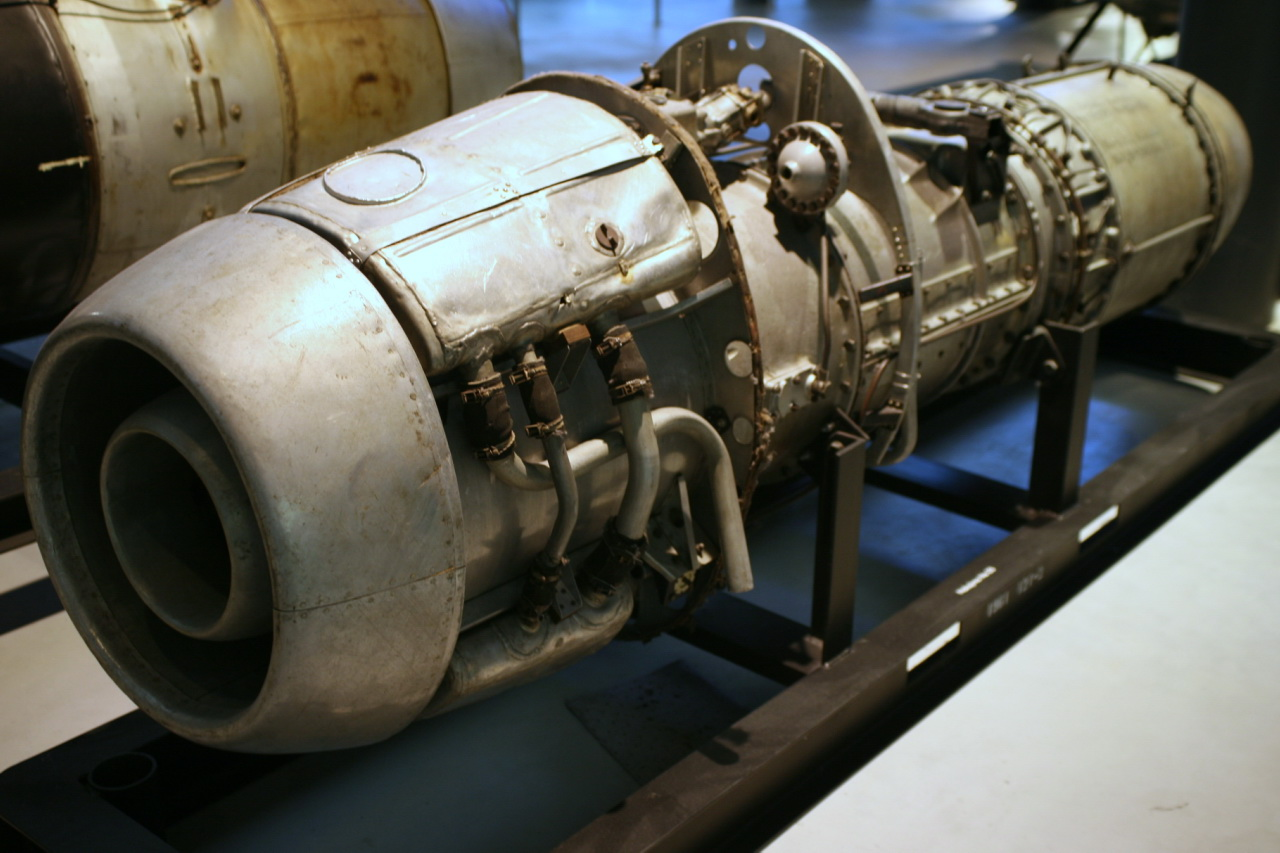
Detail straalmotor

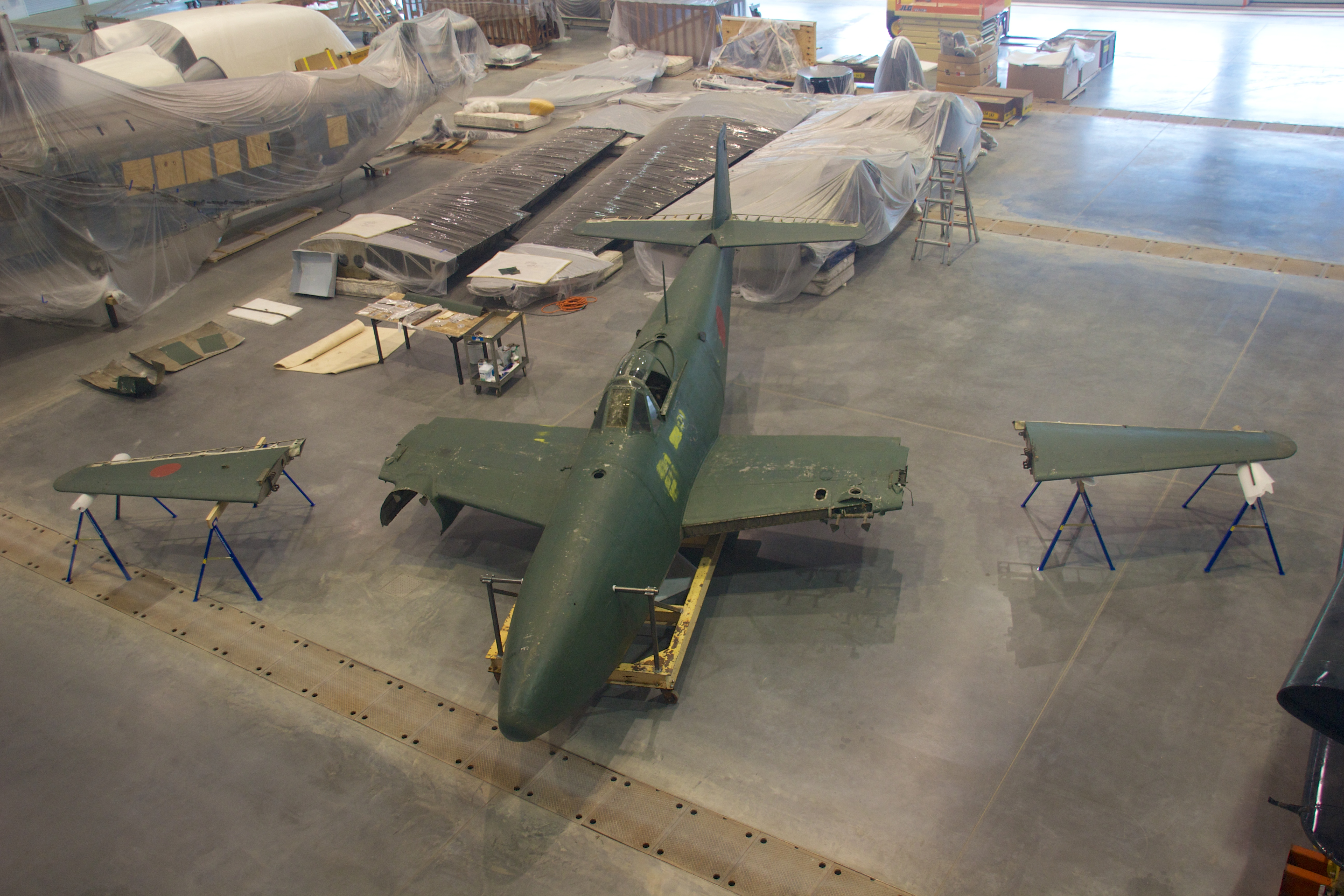
Restauratie Kikka

De Nakajima Kikka (Japans: 中島 橘花, "Oranje Bloesem") was het eerste Japanse jachtvliegtuig met een straalmotor. Het werd pas laat in de Tweede Wereldoorlog ontwikkeld en het enige prototype heeft slechts een vlucht gemaakt. De fabrikant was Nakajima Hikōki. Een toestel is behouden en maakt nu onderdeel uit van de collectie van het National Air and Space Museum.
De ontwikkeling van het vliegtuig was een gevolg van een Japanse militair attaché in Duitsland. Hij was aanwezig bij een testvlucht van de Messerschmitt Me 262 in 1944. Hij rapporteerde hierover en in september 1944 gaf de Japanse Keizerlijke Marineluchtmacht de opdracht aan Nakajima om een vergelijkbaar vliegtuig te maken.
De ontwikkeling van de straalmotoren leidde tot veel problemen waardoor de bouw van het toestel langer duurde dan verwacht. Japan was in de winter van 1941 al begonnen met onderzoek naar het gebruik van straalmotoren. In 1943 was een technische missie in Duitsland geweest. Zij verzamelden informatie, documenten, foto’s, onderdelen en dergelijke van de BMW 003 straalmotor. Deze motor was ook voorgesteld voor de Me-262 maar werd uiteindelijk niet gekozen. De onderzeeboot met deze zaken verdween echter op de reis terug naar Japan. Diverse specialisten reisden op een andere onderzeeboot en op basis van hun persoonlijke aantekeningen kon alsnog een vergelijkbare motor worden geproduceerd.
Het eerste prototype verliet op 30 juni 1945 de fabriek. Er werd alleen mee gereden en een maand later werd het vliegtuig naar het Kisarazu marinevliegveld getransporteerd voor testvluchten. De eerste vlucht was op 7 augustus en duurde 20 minuten. Voor de tweede testvlucht werden hulpraketten geïnstalleerd om het vliegtuig gemakkelijker in de lucht te krijgen. Tijdens het opstijgen constateerde de testpiloot problemen en besloot de start af te breken. De remweg was te kort waardoor het vliegtuig in een greppel terechtkwam en beschadigde. Voor het gerepareerd kon worden was de oorlog afgelopen.
Na de oorlog werd het prototype en diverse toestellen in aanbouw door de Amerikanen meegenomen voor onderzoek. Het National Air and Space Museum heeft een exemplaar in slechte staat.